# Specframe Vehicle Company
Specframe Vehicle Company Limited war ein britischer Hersteller von Automobilen.

## Unternehmensgeschichte
Ein ehemaliger Mitarbeiter von TVR gründete 1983 das Unternehmen in Preston in der Grafschaft Lancashire. Er begann mit der Produktion von Automobilen und Kits. Der Markenname lautete Specframe. 1985 endete die Produktion. Insgesamt entstanden etwa vier Exemplare.

## Fahrzeuge
Das einzige Modell war der Spectre. Die Basis bildete ein spezielles Fahrgestell. Darauf wurde eine offene zweisitzige Karosserie montiert. Viele Teile kamen vom Ford Cortina. Verschiedene Motoren bis zum V6-Motor trieben die Fahrzeuge an. Fahrwerk und Antrieb wurden gelobt, aber die Optik der Karosserie kritisiert.